# Parapolytretus flavotarsus
Parapolytretus flavotarsus là một loài bọ cánh cứng trong họ Cerambycidae.